# Armadillidium maculatum
Espèce
Armadillidium maculatum est une espèce de cloportes de la famille des Armadillidiidae localisée du Var (France) à la province d'Imperia en Ligurie (Italie).

## Liste des sous-espèces
Selon GBIF (24 mars 2023) :
- Armadillidium maculatum cingendum Verhoeff, 1910
- Armadillidium maculatum maculatum (Risso, 1816)

## Systématique
Le nom valide complet (avec auteur) de ce taxon est Armadillidium maculatum (Risso, 1816).
L'espèce a été initialement classée dans le genre Armadillo sous le protonyme Armadillo maculatus Risso, 1816,.
Armadillidium maculatum a pour synonymes :
- Armadillidium trianguliferum Stein, 1859
- Armadillidium willii (C.Koch, 1844)
- Armadillo maculatus Risso, 1816
- Armadillo willii C.Koch, 1841

## Publication originale
- A. Risso et Risso, A. (Antoine), 1777-1845, Histoire naturelle des crustacés des environs de Nice, Paris, Librairie grecque-latine-allemande, 1816, 206 p. (OCLC 1557786, DOI 10.5962/BHL.TITLE.8992, lire en ligne).